# Флатхед (индейская резервация)
Флатхед (англ. Flathead Indian Reservation) — индейская резервация, расположенная на северо-западе штата  Монтана, США.

## История
Флатхеды первоначально обитали на юго-западе современного штата Монтана, занимаясь рыболовством, охотой и собирательством. Верхние пан-д’орей проживали в районе озера Флатхед, реки Кларк-Форк и далее на запад до озера Панд-Орей. Оба племени относятся к внутренним салишам. Кутенаи состояли в союзе с племенами салишей и вместе с ними совершали ежегодные экспедиции на Великие равнины для охоты на бизонов. Во время своих экспедиций они часто вели войну с кроу, восточными шошонами, ассинибойнами, шайеннами, сиу, но главными их врагами были племена конфедерации черноногих.
В 1855 году племена подписали мирный договор с губернатором территории Вашингтон Айзеком Стивенсом, согласно которому, индейцы должны были поселиться в резервациях. Договор был ратифицирован Сенатом США в 1859 году и подписан американским президентом Джеймсом Бьюкененом.
После принятия конгрессом Акта Дауэса, федеральное правительство Соединённых Штатов решило разделить земли резервации Флатхед на индивидуальные участки в 1904 году. Индейцам был предоставлен первый выбор из 80 или 160 акров (32 или 65 га) земли, остальная территория была открыта для белых в 1910 году. Распределение земель не положило конец проблемам индейцев с белыми поселенцами. Согласно договору, племена имели право на охоту за пределами резервации, но государство считало, что может регулировать эту деятельность. Смотрители охотничьих угодий штата были ответственны за жестокую конфронтацию в 1908 году, известную как Резня в Суон-Валли, с небольшой охотничьей партией пан-д’орей, в результате которой погибло четверо индейцев. Судебная жалоба на права племён на охоту дошла до Верховного суда США, который поддержал договорные права индейцев за пределами резервации на их бывшей территории. Индейцы Флатхеда работают над тем, чтобы восстановить контроль над землями резервации и вернуть утраченные территории.

## География
Общая площадь резервации составляет 5 329,735 км², из них 5 013,467 км² приходится на сушу и 316,268 км² — на воду. Её административным центром является статистически обособленная местность Пабло.
Резервация расположена к западу от Американского континентального водораздела, в северо-западной части Монтаны и включает часть округов Лейк, Сандерс, Мизула и Флатхед. Большая часть крупного пресноводного озера Флатхед находится на территории резервации.

## Демография
Из индейских племён в резервации проживают флатхеды, верхние пан-д’орей и кутенаи. По данным переписи 2010 года, общая численность населения резервации составляла 28 324 человека, что на 8% больше, чем по переписи 2000 года. Около 9 138 человек, проживающих там, идентифицированы как индейцы; в общей сложности 19 221 человек идентифицированы как представители других этнических групп, что превышает численность членов племени в 2 раза. Члены племени имеют некоторые экономические преимущества, такие как медицинское страхование и доступ к образовательным услугам индейцев. Определённые права на рыбную ловлю, охоту и землепользование также связаны с членством в племени.
Согласно федеральной переписи населения 2020 года в резервации проживало 30 849 человек, насчитывалось 11 912 домашних хозяйств и 15 422 жилых дома. Средний доход на одно домашнее хозяйство в индейской резервации составлял 48 396 долларов США. Около 19,9 % всего населения находились за чертой бедности, в том числе 28 % тех, кому ещё не исполнилось 18 лет, и 9,3 % старше 65 лет.
Расовый состав распределился следующим образом: белые — 19 507 чел., афроамериканцы — 75 чел., коренные американцы (индейцы США) — 7 673 чел., азиаты — 114 чел., океанийцы — 25 чел., представители других рас — 264 чел., представители двух или более рас — 3 161 человек; испаноязычные или латиноамериканцы любой расы составили 1 162 человека. Плотность населения составляла 5,79 чел./км².
Самым большим населённым пунктом в резервации является город Полсон, который также является столицей округа Лейк.